# Coroana de fier a regilor longobarzi

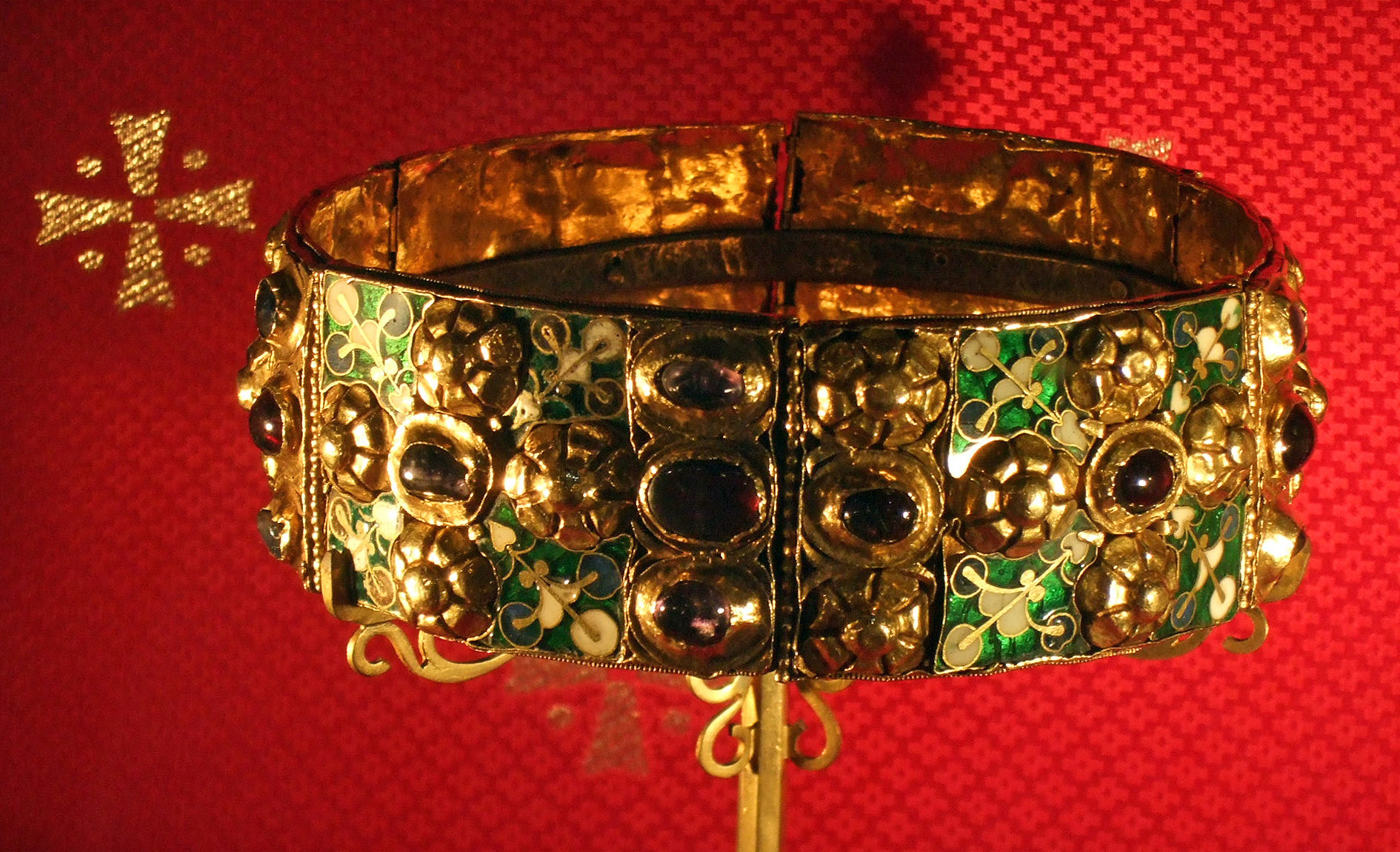
Coroana de fier a Lombardiei, păstrată în Catedrala din Monza.

Coroana de fier (Corona Ferrea) a regilor longobarzi (sau a Lombardiei) este un obiect de cult și totodată una dintre cele mai vechi insignia regale ale Europei. Coroana a devenit unul dintre simbolurile Regatului longobard, iar apoi a Regatului medieval al Italiei. În prezent, este păstrată în catedrala din Monza, în apropiere de Milano.

## Origini

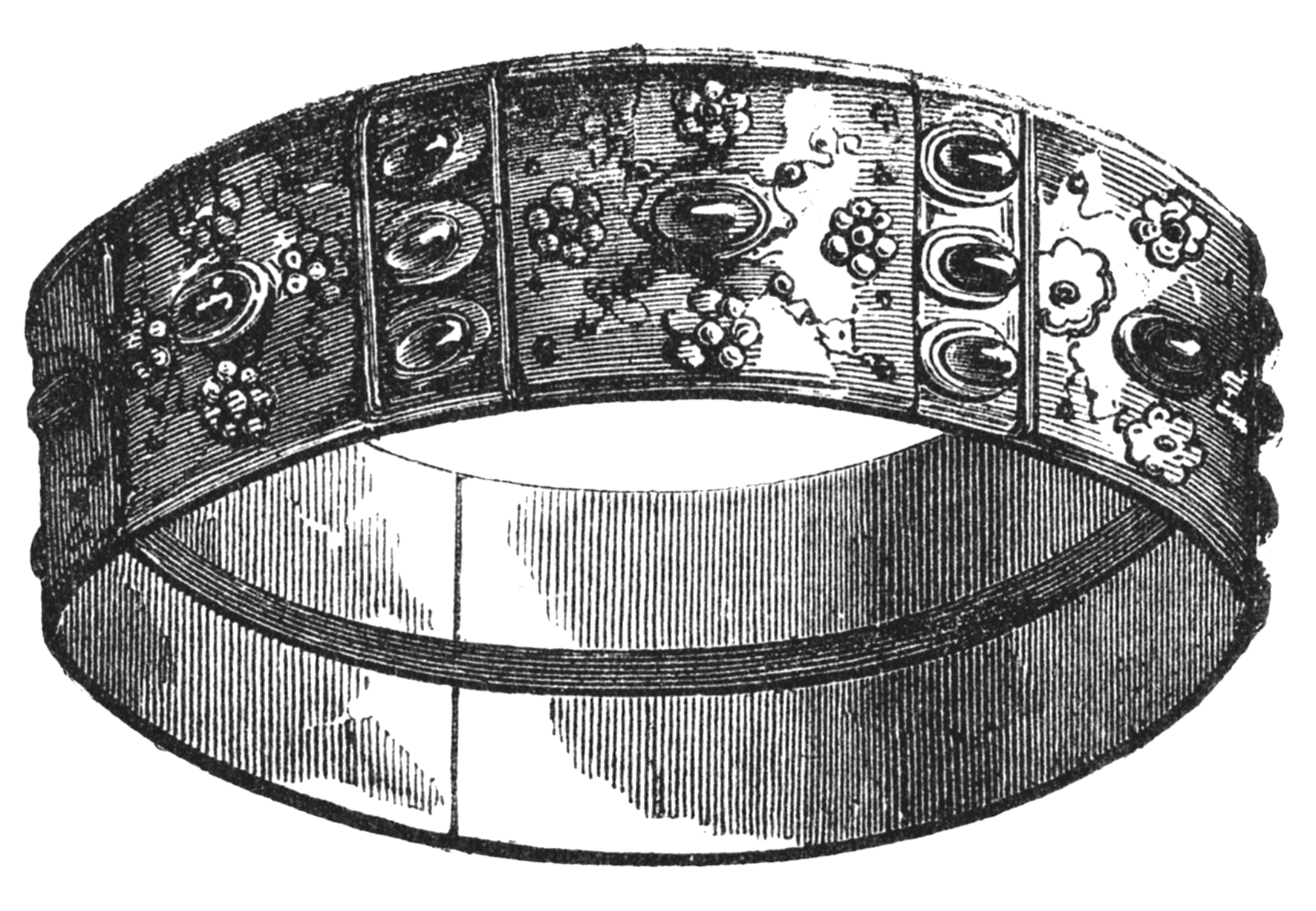
Coroana de fier a regilor longobarzi

Potrivit tradiției, începuturile coroanei sunt legate de împăratul Constantin cel Mare și de mama sa, Helena, care ar fi răspândit cuiele cu care Mântuitorul fusese răstignit pe cruce cu diverse ocazii. Astfel, Helena, creditată de tradiția creștină cu descoperirea Sfintei Cruci, ar fi aruncat unul dintre cuie în mare pentru a liniști o furtună, un al doilea cui l-ar fi folosit pentru casca de luptă a fiului ei, iar un altul a fost folosit pentru o statuie ridicată în onoarea împăratului. Ca și în cazul celor mai multe dintre relicvele sfinților și a obiectelor sfinte, și cuiele au fost, pe parcursul evului mediu, revendicate de mai multe biserici. La fel s-a petrecut și cu confecționarea coroanei regilor longobarzi, care ar fi fost realizată pornind de la unul dintre aceste cuie sfinte. Unele legende o implică în aceasta pe Theodelinda, regină a longobarzilor care a rezidat la Monza în secolul al VI-lea, care ar fi ordonat construirea coroanei pornind de la unul dintre sfintele cuie. Legenda spune că respectivul cui ar fi fost acordat drept cadou de către împăratul bizantin de atunci, Heraclius.  Pe de altă parte, o legendă romană consideră că Papa Grigore I cel Mare ar fi fost cel care a donat respectiva coroană, gata confecționată, Theodelindei, ca răsplată pentru opera reginei de convertirea a longobarzilor dela arianism la creștinism.
În orice caz, odată ajunsă în posesia Theodelindei, aceasta a donat-o bisericii din Monza la anul 628, unde este păstrată și astăzi.
Potrivit unelor consemnări, coroana a fost utilizară la ceremonie de încoronare a lui Carol cel Mare ca rege al longobarzilor; unii savanți însă consideră că ea ar fi fost fabricată abia în secolul al IX-lea, la mai mulți ani după moartea lui Carol, apreciind episodul ca simplă legendă. În fapt, nu există relatări contemporane ale ritualului utilizat de Carol cel Mare în momentul în care a devenit rege al longobarzilor; ca atare, există posibilitatea ca să nu fi fost utilizată nicio coroană cu acea ocazie.
Edward Twining dă curs ipotezei potrivit căreia Gisela, fiică a împăratului Ludovic Piosul și nepoată a lui Carol cel Mare, ar fi avut în posesie coroana după ce s-a căsătorit cu ducele Eberhard de Friuli, lăsând-o apoi fiului ei, Berengar I de Italia la moartea ei din 874. Berengar era la acea vreme binefăcător al bisericii din Monza și de asemenea oferise catedralei Sfântului Ioan din acel oraș o cruce realizată în același stil cu Coroana de fier, care este de asemenea conservată în tezaurul bisericii.  Pe de altă parte, Encyclopædia Britannica consideră că prima mențiune credibilă asupra utilizării coroanei de fier este cea făcută în legătură cu încoronarea imperială a lui Henric al VII-lea din 1312.   
Istoricul italian Bartolomeo Zucchi numără 37 de încoronări realizate cu Coroana de fier între secolele al IX-lea și al XVII-lea, însă documentație credibilă apare doar în următoarele cazuri:
- Carol cel Mare (800)
- Conrad al II-lea (1024)
- Conrad al III-lea (1128)
- Frederic I "Barbarossa"" (1155)
- Henric al VI-lea (1186, în timpul căsătorie sale cu Constanța de Sicilia)
- Henric al VII-lea (1311)
- Carol al IV-lea (1355, în prezența lui Francesco Petrarca)
- Carol al V-lea (1530)
- Napoleon I (1805)
- Ferdinand I de Austria (1838)

Începând din secolul al X-lea, regii romano-germani descindeau spre Roma pentru a fi încoronați ca împărați romani. Pe drum, în mod tradițional ei se opreau în Lombardia pentru a fi încoronați cu Coroana de fier ca regi ai Italiei. Locul tradițional pentru această încoronare era la Pavia, vechea capitală a Regatului longobarzilor, însă începând cu Conrad al II-lea din 1026 înocornările se puteau realiza la Milano. În 1530, Carol Quintul a primit Coroana de fier simultan cu încoronarea imperială petrecută la Bologna.

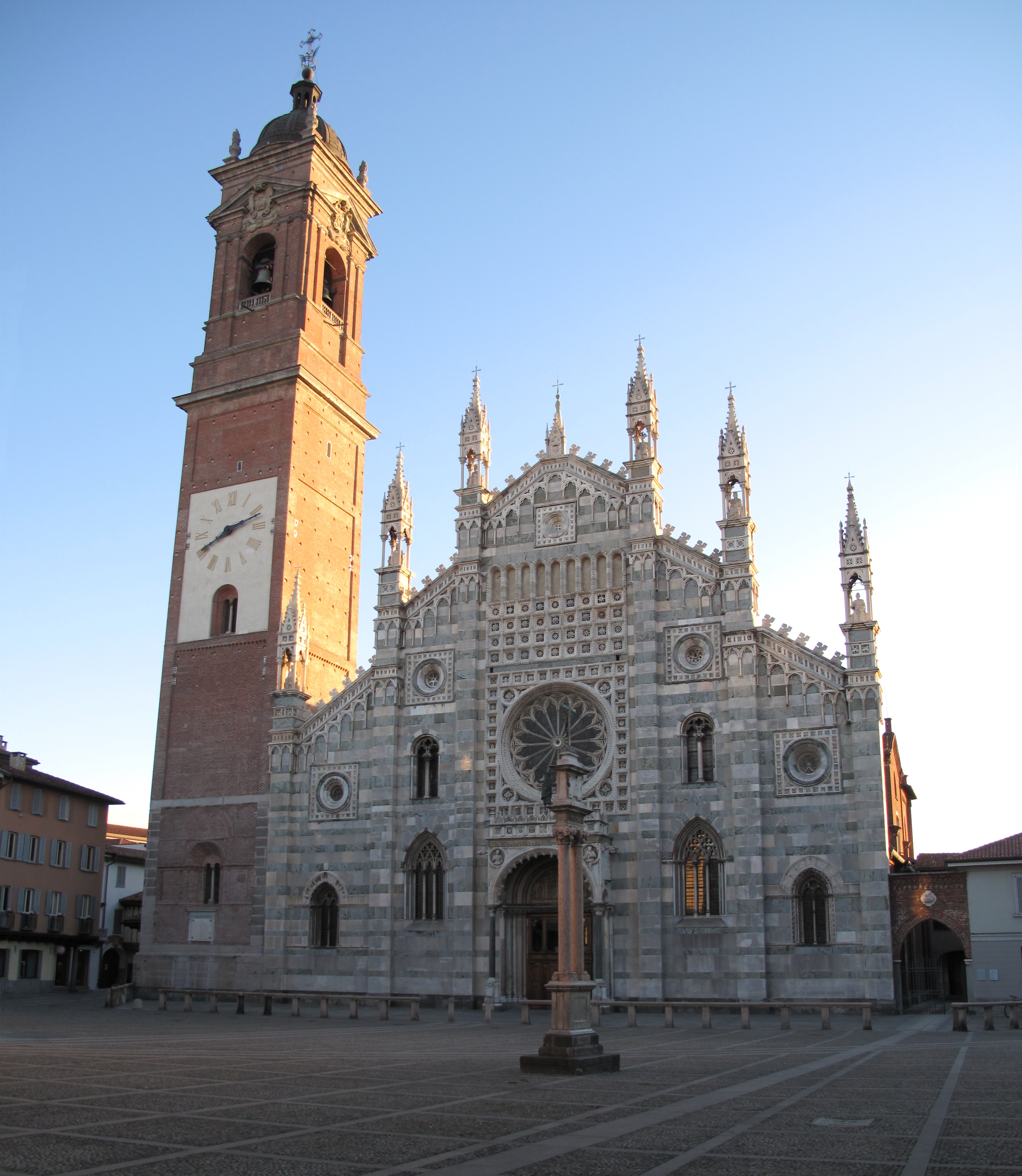
Catedrala din Monza

La 26 mai 1805, Napoleon Bonaparte s-a încoronat ca rege al Italiei la Milano. Învestit cu insignia regalității de către cardinalul arhiepiscop de Milano, el a luat Coroana de fier, exclamând Dieu me la donne, gare à qui la touche – "Dumnezeu mi-a dat-o, vai de cel ce se atinge de ea!".
Cu acea ocazie, Napoleon a fondat Ordinul Coroanei de Fier, la 15 iunie 1805. După căderea lui Napoleon și anexarea Lombardiei de către Imperiul Austriac, ordinul a fost reinstituit de către Francisc I al Austriei, la 1 ianuarie 1816.
Ultimul care a fost încoronat cu Coroana de fier a fost Ferdinand I al Austriei, în calitatea sa de rege al Lombardiei și Veneției, eveniment petrecut la Milano în 6 septembrie 1838.
După războiul dintre Austria și Italia din 1859, în urma căruia austriecii au fost nevoiți să se retragă din Lombardia, Coroana de fier a fost dusă la Viena, unde a rămas până în 1866, când a fost înapoiată Italiei.